# Jan Einar Thorsen
Jan Einar Thorsen (ur. 31 sierpnia 1966 w Bærum) – norweski narciarz alpejski, brązowy medalista olimpijski oraz zdobywca Małej Kryształowej Kuli w klasyfikacji Pucharu Świata w supergigancie.

## Kariera
W zawodach Pucharu Świata zadebiutował w połowie lat 80'. Pierwsze pucharowe punkty wywalczył 12 grudnia 1987 roku w Val Gardena, gdzie zajął czwarte miejsce w zjeździe. Na podium zawodów tego cyklu pierwszy raz stanął 1 marca 1992 roku w Morioce, zajmując trzecie miejsce w supergigancie. W zawodach tych wyprzedzili go jedynie dwaj Szwajcarzy: Paul Accola oraz Urs Kälin. W kolejnych latach jeszcze siedem razy stawał na podium, odnosząc przy tym trzy zwycięstwa: 5 grudnia 1992 roku w Val d’Isère wygrał supergiganta, 18 stycznia 1994 roku w Crans-Montana zwyciężył w gigancie, a 17 marca 1994 roku w Vail ponownie był najlepszy w supergigancie. Triumf w Vail był jednocześnie jego ostatnim podium w zawodach PŚ. Najlepsze wyniki w Pucharze Świata osiągnął w sezonie 1993/1994, kiedy to zajął szóste miejsce w klasyfikacji generalnej, a w klasyfikacji supergiganta wywalczył Małą Kryształową Kulę. Thorsen był też między innymi czwarty w klasyfikacji supergiganta w sezonach 1991/1992 i 1992/1993.
Swój jedyny medal na arenie międzynarodowej wywalczył w 1992 roku, kiedy podczas igrzysk olimpijskich w Albertville zajął trzecie miejsce w supergigancie. W zawodach tych lepsi byli jedynie jego rodak Kjetil André Aamodt oraz reprezentujący Luksemburg Marc Girardelli. Do zwycięzcy Thorsen stracił 0,79 sekundy, natomiast do drugiego miejsca zabrakło mu 0,06 sekundy. Na tych samych igrzyskach był też piąty w biegu zjazdowym i jedenasty w kombinacji. Podczas rozgrywanych dwa lata później igrzysk w Lillehammer jego najlepszym wynikiem było czwarte miejsce w gigancie. Walkę o podium przegrał tam z Austriakiem Christianem Mayerem o 0,13 sekundy. Zajął tam także dziesiąte miejsce w zjeździe i siódme w supergigancie. Kilkakrotnie startował na mistrzostwach świata, najlepszy wynik osiągając na rozgrywanych w 1991 roku mistrzostwach świata w Saalbach-Hinterglemm, gdzie był piąty w biegu zjazdowym. W 1985 roku wywalczył jedyny złoty medal na mistrzostwach Norwegii zwyciężając w zjeździe. W 1994 roku zakończył karierę.

## Osiągnięcia

### Igrzyska olimpijskie
| Miejsce | Dzień     | Rok  | Miejscowość | Konkurencja | Czas biegu  | Strata     | Zwycięzca           |
| ------- | --------- | ---- | ----------- | ----------- | ----------- | ---------- | ------------------- |
| 24.     | 15 lutego | 1988 | Calgary     | Zjazd       | 1:59,63 min | +5,14 s    | Pirmin Zurbriggen   |
| DNF     | 17 lutego | 1988 | Calgary     | Kombinacja  | 36,55 pkt   | -          | Hubert Strolz       |
| DNF     | 21 lutego | 1988 | Calgary     | Supergigant | 1:39,66 min | -          | Franck Piccard      |
| 5.      | 9 lutego  | 1992 | Albertville | Zjazd       | 1:50,37 min | +0,42 s    | Patrick Ortlieb     |
| 11.     | 11 lutego | 1992 | Albertville | Kombinacja  | 14,58 pkt   | +38,17 pkt | Josef Polig         |
| 3.      | 16 lutego | 1992 | Albertville | Supergigant | 1:13,04 min | +0,79 s    | Kjetil André Aamodt |
| 10.     | 13 lutego | 1994 | Lillehammer | Zjazd       | 1:45,75 min | +0,59 s    | Tommy Moe           |
| 7.      | 17 lutego | 1994 | Lillehammer | Supergigant | 1:32,53 min | +0,44 s    | Markus Wasmeier     |
| 4.      | 23 lutego | 1994 | Lillehammer | Gigant      | 2:52,46 min | +0,25 s    | Markus Wasmeier     |

### Mistrzostwa świata
| Miejsce | Dzień       | Rok  | Miejscowość   | Konkurencja | Czas biegu  | Strata  | Zwycięzca          |
| ------- | ----------- | ---- | ------------- | ----------- | ----------- | ------- | ------------------ |
| 11.     | 1 lutego    | 1987 | Crans-Montana | Kombinacja  | 28,27 pkt   | ?       | Marc Girardelli    |
| DNF     | 2 lutego    | 1987 | Crans-Montana | Supergigant | 1:19,93 min | -       | Pirmin Zurbriggen  |
| 14.     | 6 lutego    | 1989 | Vail          | Zjazd       | 2:10,39 min | +1,96 s | Hans-Jörg Tauscher |
| DNF     | 23 stycznia | 1991 | Saalbach      | Supergigant | 1:26,73 min | -       | Stephan Eberharter |
| 5.      | 27 stycznia | 1991 | Saalbach      | Zjazd       | 1:54,91 min | +1,15 s | Franz Heinzer      |
| DNF     | 30 stycznia | 1991 | Saalbach      | Kombinacja  | 16,28 pkt   | -       | Stephan Eberharter |
| 30.     | 11 lutego   | 1993 | Morioka       | Zjazd       | 1:32,06 min | +2,81 s | Urs Lehmann        |

### Puchar Świata

#### Miejsca w klasyfikacji generalnej
- sezon 1987/1988: 52.
- sezon 1988/1989: 45.
- sezon 1989/1990: 91.
- sezon 1990/1991: 31.
- sezon 1991/1992: 12.
- sezon 1992/1993: 11.
- sezon 1993/1994: 6.

#### Zwycięstwa w zawodach
1. Val d’Isère – 5 grudnia 1992 (supergigant)
2. Crans-Montana – 18 stycznia 1994 (gigant)
3. Vail – 17 marca 1994 (supergigant)

#### Pozostałe miejsca na podium
1. Morioka – 1 marca 1992 (supergigant) – 3. miejsce
2. Panorama – 7 marca 1992 (zjazd) – 2. miejsce
3. Val Gardena – 11 grudnia 1992 (zjazd) – 2. miejsce
4. Sankt Anton – 12 stycznia 1993 (supergigant) – 2. miejsce
5. Wengen – 23 stycznia 1994 (supergigant) – 2. miejsce